# Joe Sestak

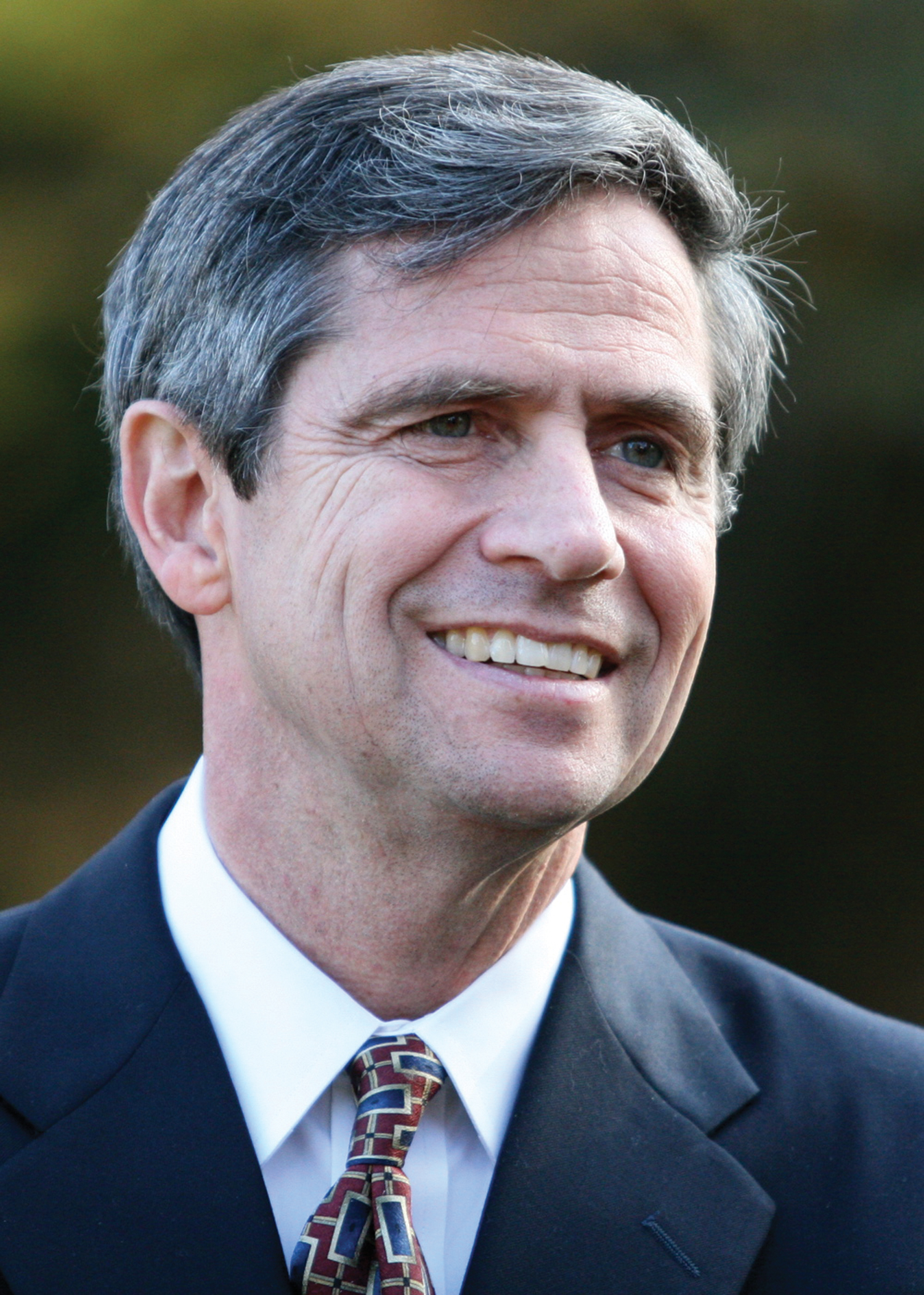
Joe Sestak

Joseph „Joe“ A. Sestak, Jr. (* 12. Dezember 1951 in Springfield, Pennsylvania) ist ein US-amerikanischer Politiker (Demokratische Partei). Er vertrat von 2007 bis 2011 den 7. Distrikt von Pennsylvania im Repräsentantenhaus der Vereinigten Staaten, trat ohne Erfolg 2010 als Kandidat für den US-Senat an und scheiterte 2016 bereits in der parteiinternen Vorwahl. In der United States Navy erreichte er den Rang eines Konteradmirals.

## Marineoffizier
Joe Sestak schloss 1974 die United States Naval Academy ab, womit er in die Fußstapfen seines Vaters trat, der im Zweiten Weltkrieg in der US Navy diente. Auf Richard E. Byrd, Hoel und Underwood fuhr Sestak bis 1990 auf sechs Einsatzfahrten. Zwischen den Fahrten erlangte er 1980 einen Master und 1984 einen PhD an der Harvard University.
1991 übernahm er das Kommando über die Fregatte Samuel B. Roberts. 1993 und 1994 arbeitete er im Stab des Chief of Naval Operations, von 1994 bis 1997 dann im Stab des National Security Council. 2000 war er Leiter des Navy Quadrennial Defense Review. 2002 kommandierte Systak die Kampfgruppe um die George Washington im Kriegseinsatz vor Afghanistan.
Später wurde Sestak zum Vizeadmiral befördert und zum Deputy Chief of Naval Operations für Warfare Requirements and Program ernannt. Als Michael Mullen 2005 CNO wurde, feuerte er Sestak und warf diesem schlechte Führung („a poor command climate“) vor. 2006 verließ er die US Navy, da er noch nicht lange genug Vizeadmiral war, im Rang eines Konteradmirals.
Sestaks Auszeichnungen umfassen die Defense Distinguished Service Medal, zwei Legion of Merit, zwei Meritorious Service Medals und drei Navy Commendation Medals.

## Politik
2006 kandidierte Sestak für einen Sitz im Repräsentantenhaus. Im 7. Wahlbezirk von Pennsylvania schlug er den Amtsinhaber Curt Weldon und übernahm dessen Sitz. 2008 schlug er seinen Herausforderer, Wendell Craig Williams. Sestak saß im United States House Committee on Armed Services, im United States House Committee on Education and Labor und war zweiter Vorsitzender des United States House Committee on Small Business.
Am 18. Mai 2010 besiegte er in der Vorwahl der Demokratischen Partei für die Wahlen zum Senat der Vereinigten Staaten im November 2010 den Amtsinhaber Arlen Specter. Diese Wahl verlor er jedoch knapp mit zwei Prozent der Stimmen (75.000) gegen den Republikaner Pat Toomey. Für die Wahl 2016 trat Sestak wieder an, um Toomey beim zweiten Anlauf zu besiegen. Das demokratische Partei-Establishment bemühte sich aber im Lauf des Jahres 2015, den als unkooperativen Starrkopf betrachteten Sestak durch Aufstellung eines Gegenkandidaten in der parteiinternen Vorwahl zu verhindern. Die Wahl für seine Gegenkandidatin fiel auf die bisherige Stabschefin des Gouverneurs Tom Wolf, Kathleen McGinty, die Sestak – unterstützt durch starke Einflussnahme der Bundespartei – Ende April 2016 in der demokratischen Vorwahl besiegte.

### Präsidentschaftskandidatur 2019
Sestak erklärte spät im Juni 2019 sein Interesse, an der demokratischen Vorwahl für die Präsidentschaftswahl 2020 teilzunehmen. In dem bereits dicht besetzten Bewerberfeld gelang es Sestak nicht, sich für die Fernsehdebatten zu qualifizieren oder mediale Aufmerksamkeit zu erreichen. Im Dezember 2019 beendete er seine Kandidatur.